# Franz Xaver Eder
Pour les articles homonymes, voir Eder.
Franz Xaver Eder, né le 4 novembre 1925 à  Pfarrkirchen     en  Bavière,  Allemagne et mort le 20 juin 2013 à Passau, est un prélat catholique allemand.

## Biographie
Franz Xaver Eder   est ordonné prêtre  en 1954. En 1977 il est nommé évêque titulaire de Villa Regis (de) et évêque auxiliaire de Passau, pour devenir évêque de Passau en 1984. Il prend sa retraite en 2001.

## Liens
- Ressource relative à la religion :   - Catholic Hierarchy
- Notice dans un dictionnaire ou une encyclopédie généraliste :   - Deutsche Biographie
- Notices d'autorité :   - VIAF
  - GND
  - Tchéquie